# Bathygadus favosus
Bathygadus favosus är en fiskart som beskrevs av Goode och Bean, 1886. Bathygadus favosus ingår i släktet Bathygadus och familjen skolästfiskar. Inga underarter finns listade.

## Bildgalleri

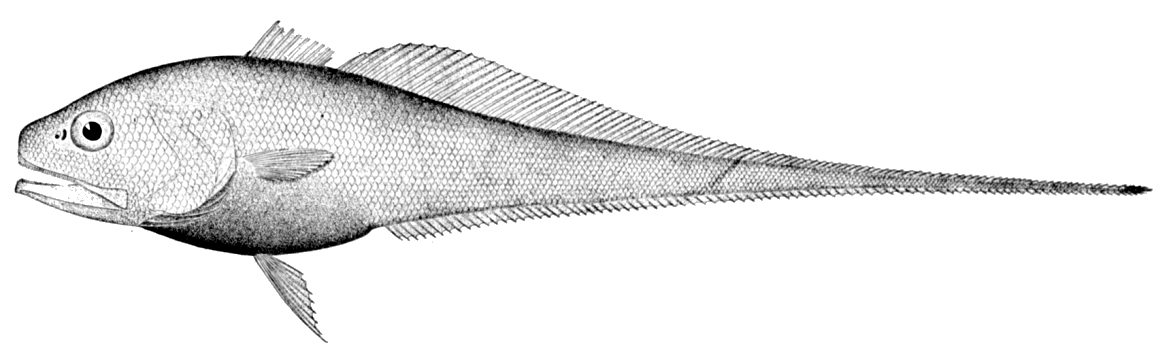